# Thierry Aubin

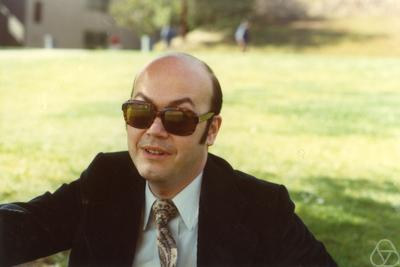
Thierry Aubin, 1976

Thierry Émilien Flavien Aubin (* 6. Mai 1942 in Béziers; † 21. März 2009 in Paris) war ein französischer Mathematiker, der sich mit Differentialgeometrie und nichtlinearen partiellen Differentialgleichungen beschäftigte.

## Leben
Aubin studierte ab 1961 an der École polytechnique und promovierte 1969 bei André Lichnerowicz. 1968 bis 1973 war er Professor an der Universität Lille und danach an der Universität Paris VI Pierre et Marie Curie.

## Wirken
Aubin zeigte 1976, dass Kähler-Mannigfaltigkeiten (kompakte komplexe Mannigfaltigkeiten mit Kähler-Metrik) mit negativer erster Chernklasse eindeutig bestimmte Kähler-Einstein-Metriken zulassen, was Eugenio Calabi vermutet hatte. In gewisser Weise verallgemeinert dieses Theorem das Uniformisierungstheorem von Henri Poincaré für Riemannsche Flächen (Poincaré zeigte 1896, dass diese für Genus größer 1 Flächen negativer Krümmung sind) auf höhere Dimensionen. An dem Theorem arbeitete er seit seiner Dissertation über beinahe zwölf Jahre und führte den Beweis dieses Satzes der globalen Differentialgeometrie mit von ihm entwickelten lokalen Methoden unter Verwendung nichtlinearer partieller Differentialgleichungen vom Monge-Ampere Typ. Shing-Tung Yau behandelte dann kurz darauf den Fall verschwindender Chern-Klasse und löste damit die Calabi-Vermutung, wofür er die Fields-Medaille erhielt.
Wichtig waren auch seine Arbeiten im Rahmen des Problems von Hidehiko Yamabe, der 1960 meinte einen Beweis gefunden zu haben, dass die Metrik jeder Riemannschen Mannigfaltigkeit konform äquivalent zu einer Metrik mit konstanter Skalarkrümmung ist. Der „Beweis“ von Yamabe erwies sich als fehlerhaft (Neil Trudinger), da er bei einer im Beweis vorkommenden nichtlinearen partiellen Differentialgleichung vom elliptischen Typ Variationsmethoden anwandte, die aber in diesem „nicht kompakten“ Problem versagten. Aubin analysierte das Fehlschlagen von Yamabes Beweis und erkannte die Bedeutung der Konzentrationspunkte der minimalisierenden Funktionen des Variationsproblems. Seine Analyse wurde in der Theorie nichtlinearer partieller Differentialgleichungen wichtig (Haïm Brézis, Louis Nirenberg, Pierre-Louis Lions). Das Yamabe-Problem wurde schließlich von Richard Schoen 1984 gelöst.
Aubin war seit 1990 korrespondierendes und seit 2003 Vollmitglied der Académie des sciences, deren Prix Servant er 1982 erhielt.

## Schriften
- Nonlinear Analysis on Manifolds. Monge–Ampere Equations, Springer, Grundlehren der mathematischen Wissenschaften 1982, ISBN 0387907041.
- A Course in Differential Geometry, American Mathematical Society 2001, ISBN 082182709X.
- Some Nonlinear Problems in Riemannian Geometry, Springer-Verlag 1998, ISBN 3540607528.

## Verweise
1. ↑  Aubin Équations du type Monge-Ampère sur les variétés kählériennes compactes, Comptes Rendus, Bd. 283, 1976, S. 116–120, Bulletin Sci. Math., Bd. 102, 1978, S. 63–95
2. ↑  Aubin Équations différentielles non-linéaires et problème de Yamabe concernant la courbure scalaire, J. Math. Pures Appl., Bd. 55, 1976, S. 269–296

| Personendaten    | Personendaten                                       |
| ---------------- | --------------------------------------------------- |
| NAME             | Aubin, Thierry                                      |
| ALTERNATIVNAMEN  | Aubin, Thierry Émilien Flavien (vollständiger Name) |
| KURZBESCHREIBUNG | französischer Mathematiker                          |
| GEBURTSDATUM     | 6. Mai 1942                                         |
| GEBURTSORT       | Béziers                                             |
| STERBEDATUM      | 21. März 2009                                       |
| STERBEORT        | Paris                                               |